# أغار ثاير-مارتن

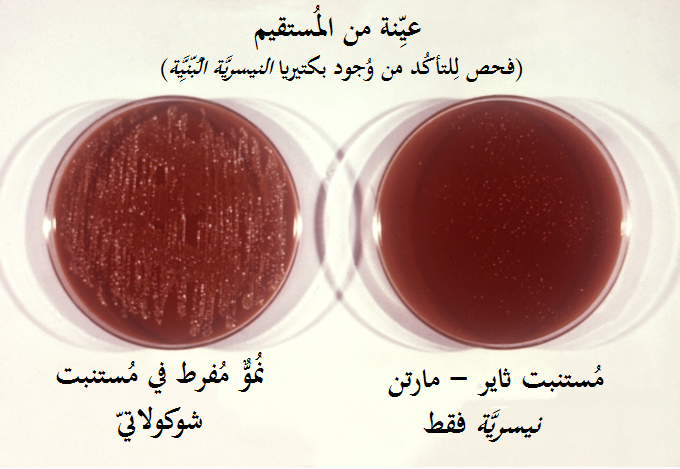
مُقارنة بين نوعين من المُستنبتات لِنو النيسرية البُنية.

أَغارُ ثايَر-مارتِن أو أَجارُ ثايَر-مارتِن (بالإنجليزية: Thayer-Martin agar)‏ ويُسمى أيضاً وسط ثاير-مارتن أو مستنبت ثاير-مارتن (بالإنجليزية: Thayer-Martin medium)‏، هوَ عبارة عن أغار مولر هنتون مَع 5% دم أغنام شيكولاتي وَمضادات حيوية، ويُستخدم في الزراعة ولكن بشكلٍ أساسي يُستخدم لعزل بكتيريا النيسريا مُتضمناً النيسرية البنية وَالنيسرية السحائية، حيثُ أنَّ هذا الوَسط يُثبط نمو مُعظم الكائنات الحية الأُخرى. عند إِنماء النيسرية السحائية فإنهُ يجب البدأ باستخدام سائل جسم مُعقم (الدم أو السائل النخاعي)، وبالتالي لذلك يجب استخدام أغار شيكولاتي. تم تَطوير أَغارُ ثايَر-مارتِن في عام 1964، وتم نَشر صيغة مُحسنة منه في عام 1966.

## المكونات
عادةً ما يحتوي أغار ثاير-مارتن على مزيج من المُضادات الحَيوية والتي تُسمى مُثبطات VCN، وهيَ:
- فانكوميسين، يَمتلك القُدرة على قَتل مُعظم البكتيريا إيجابية الغرام، وعلى الرغم من ذلك هُناك بعض الكائنات إيجابية الغرام تمتلك مُقاومة جَوهرية مِثل المملسة وَالعصية اللبنية.
- كوليستين، يَمتلك القٌدرة على قَتل مُعظم البكتيريا سلبية الغرام ما عاد النيسريا، وعلى الرغم من ذلك هُناك بعض الكائنات سلبية الغرام تملك مُقاومة له مِثل الفيلقية.
- نيستاتين، يَمتلك القٌدرة على قَتل مُعظم الفطريات.
- تريميثوبريم، والذي يقوم بتثبيط الكائنات سلبية الغرام وخاصةً المتقلبة.

## الآثار السريرية
يُشير ظُهور النتائج السَلبية في مُستنبت ثاير-مارتن إلى أنَّ المريض يُظهر أعراض مرض التهاب الحوض، والذي يُرجح الإصابة بعدوى المتدثرة التراخومية.